# Tilapia fusiforme
Coptodon fusiforme là một loài cá thuộc chi Cá rô phi họ Cichlidae. Nó là loài đặc hữu của Cameroon.